# 北布蘭奇鎮區 (密歇根州)
北布蘭奇鎮區（英語：North Branch Township）是位於美國密歇根州拉皮爾縣的一個行政鎮區。

## 地方資料
北布蘭奇鎮區的面積為94.10平方千米，當中陸地面積為93.70平方千米，而水域面積為0.40平方千米。根據2020年美國人口普查的數據，當地共有人口3571人，而人口密度為每平方千米37.95人。